# ريكولدا من بولندا
ريتشيزا من بولندا (بالبولندية: Ryksa śląska) (المعروفة أيضا باسم سيليسيا) (حوالي 1140- 16 يونيو 1185) هي أميرة بولندية من أسرة بياست فرع سيليزيا إذ هي الابنة فلاديسلاف الثاني المنفي دوق بولندا الأكبر وأغنيس من بابينبورغ ابنة ليوبولد الثالث مارغريف النمسا والأخت غير الشقيقة لـ ملك ألمانيا كونراد الثالث.
غيرت اسمها في إسبانيا إلى ريكولدا التي تعني (الملكة في الإسبانية) بعد أن أصبحت من خلال زواجها الأول من
الإمبراطور ألفونسو السابع ملكة قشتالة وليون القرينة، وانجبت له فرناندو وسانشا التي أصبحت لاحقا ملكة أراغون القرينة، وبعد وفاة زوجها الأول تزوجت من ريموند برانجيه الثاني، كونت بروفنس وانجبت له ُدوس الثانية، كونتيسة بروفنس، وبعد وفاة زوجها الثاني كانت مخطوبة من ريموند الخامس كونت تولوز إلا أنه فسخت الخطوبة من قبل صهرها ألفونسو الثاني ملك أراغون، واستطاعت من بعد ذلك الزواج من ألبرت الثالث كونت إفرستين واستطاعت انجاب ابنين له هما ألبرت الرابع وكونراد الثاني.
ولا يعرف سوى القليل عن حياتها في وقت لاحق إلا أنها توفيت في 1185.